# Serbisches Nationalmuseum

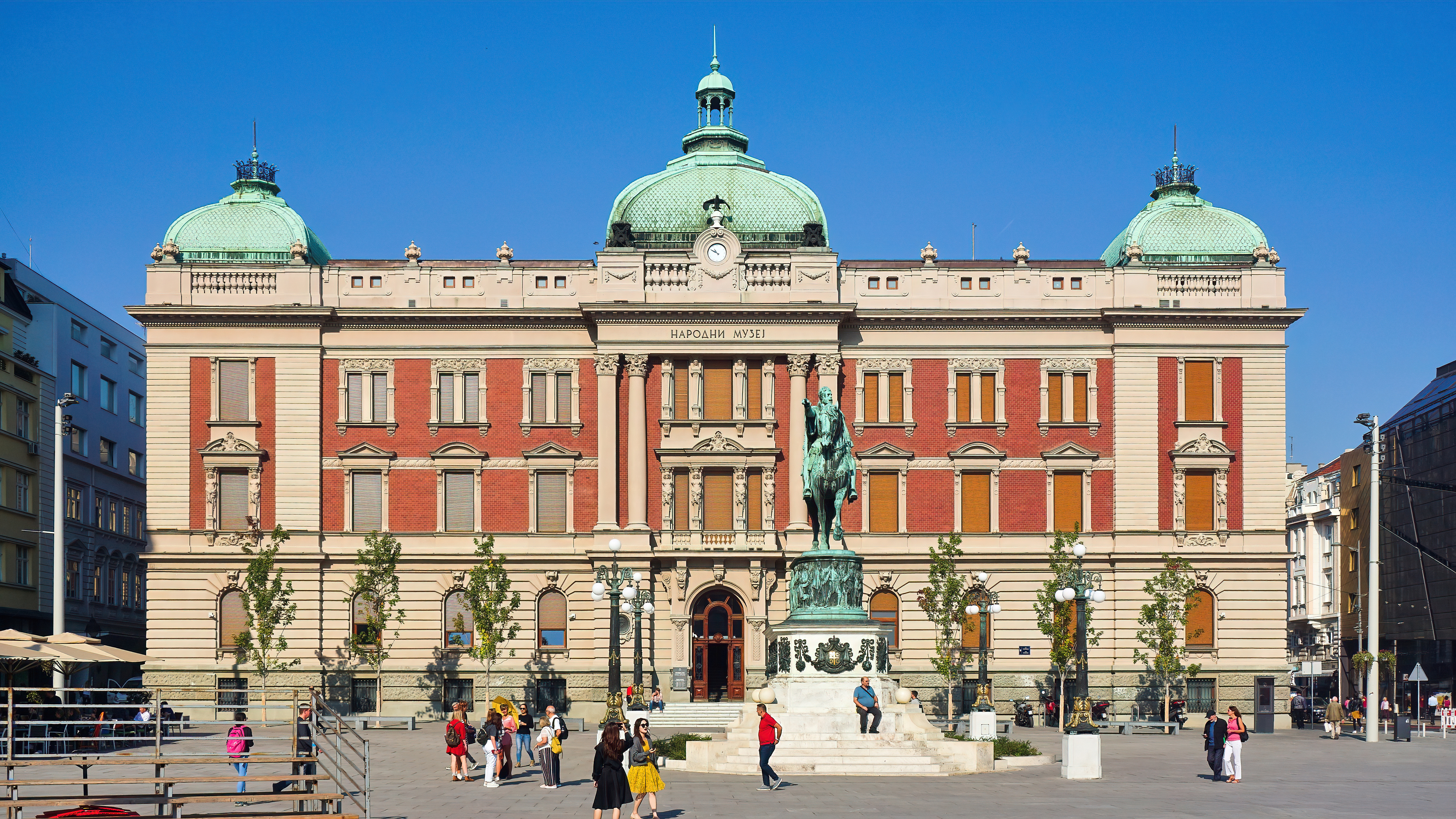
Das Serbische Nationalmuseum

Das Serbische Nationalmuseum (serbisch Народни музеј Narodni muzej) in Belgrad, Serbien wurde 1844 gegründet. Es befindet sich am Platz Trg republike an der Stelle, wo das einstige Stadttor Stambol kapija stand. Das Museum beherbergt heute über 400.000 archäologische und Kunstobjekte, unter denen viele herausragende Meisterwerke sind.
Nach 15-jähriger Schließung und einer fundamentalen Renovierung wurde das Museum am 28. Juni 2018 wieder eröffnet. Zum Anlass der Wiedereröffnung wird das Museum im Promospot "Buđenje" (engl. Awakening) mit dem Ballettstar Serhij Polunin in medialer Form weltweit präsentiert.

## Geschichte

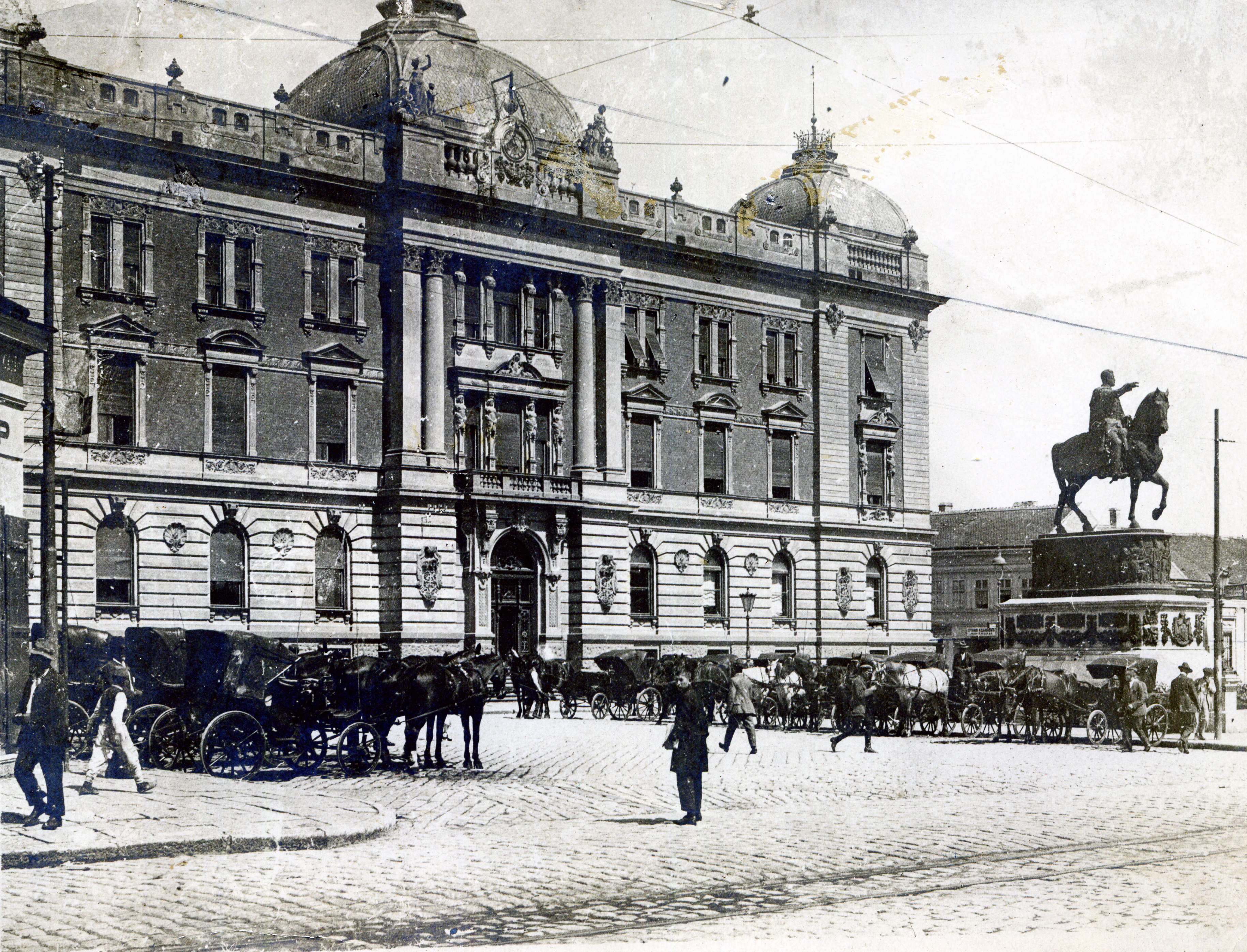
Fondsverwaltung der Hypothekenbank

Vor seiner Errichtung befand sich an dieser Stelle die berühmte Belgrader kafana „Dardaneli“, wo die kulturelle und künstlerische Elite jener Zeit einkehrte. Mit dem Abreißen der alten kafana begann gleichzeitig die Transformation des Trg Republike.
Das Gebäude, in dem sich heute die bedeutendste Museumsanstalt der Stadt Belgrad und der Republik Serbien befindet, wurde ursprünglich 1902–1903 für die Bedürfnisse der Fondsverwaltung der Hypothekenbank, eine der ältesten Bankenanstalten Belgrads, errichtet. Es wurde nach dem Projekt der Architekten Andra Stevanović und Nikola Nestorović infolge einer Ausschreibung, bei der sie den ersten Preis bekommen haben, gebaut. Für dieses Gebäude wurde für das Fundament zum ersten Mal eine bestimmte Art von Eisenbeton verwendet. Tatsächlich traf man während der ersten Arbeiten auf verschiedene Gruben, Brunnen und Keller aufgrund der Nähe zum ehemaligen Stadttor Stambol kapija. Das neu errichtete zweistöckige Objekt stellte einen wahren Palast seiner Zeit dar, sowohl in Bezug auf das Volumenkonzept des Projekts in Form eines langen, massiven Blocks mit Kuppeln über den zentralen und seitlichen Risaliten, wie auch in Bezug auf die akademische Fassadenlösung, die auf den Prinzipien der Neorenaissance mit Elementen des Neobarocks an den Kuppeln beruht. Die größte Aufmerksamkeit im Objekt wurde der monumentalen Treppe gewidmet, während die Schalterhalle, als elementarer Raum einer Bank, sekundäre Bedeutung bekommen hat. Keine vollen drei Jahrzehnte später, mit Entwicklung der Hypothekenbank, entstand der Bedarf nach einer grundlegenden Rekonstruktion des Objekts. Der Zubau, mit einem Flügel und einem Atrium zur Straße Laze Pačua hin, wurde ohne Ausschreibung nach den Plänen des Architekten Vojin Petrović erstellt. Nachdem der Zubau die gleichen Element beinhaltete wie das alte Objekt, entstanden zwei monumentale Treppen und zwei Schalterhallen, während die Räume erst im Obergeschoss in Form einer unaufhörlichen Reihe an durchgängigen Büros zu einer Einheit verschmelzen. Während des Zweiten Weltkriegs wurde das Gebäude der Hypothekenbank bombardiert, wobei der zentrale Teil mit Kuppel zerstört wurde. Nach dem Krieg bekam das Gebäude einen völlig neuen Zweck, als sich eine der bedeutendsten staatlichen Kulturinstitutionen dort einquartierte.
Seit seiner Gründung zur Zeit der „Verfassungsverteidiger“ bis zum Ende des Zweiten Weltkriegs zog das Nationalmuseum mehrmals um. Ursprünglich befand es sich in den Räumen des Kapitän-Miša-Gebäudes (1863) und wurde dann in die zwei Nebenhäuser umgesiedelt. Diese wurden während des Ersten Weltkriegs zerstört und die Sammlung wurde vom Besatzer beschlagnahmt und geplündert. In der Zwischenkriegszeit bekam es kein eigenes Gebäude, sondern es wurde ein Privathaus in der Straße Knez Miloš 58 für seine Zwecke gemietet. 1935 wurde dann im Gebäude des Neuen Schlosses das Museum des Fürsten Pavle eröffnet, das durch die Zusammenlegung des Historischen Museums und des Museums für moderne Kunst entstand. Als das Neue Schloss für die Zwecke der serbischen Nationalversammlung angepasst wurde, wurde das Museum 1948 in das Gebäude der ehemaligen Börse auf dem Platz Studentski trg und teilweise in die Residenz der Fürstin Ljubica, wo sich zeitweise das Berufungsgericht befand, umgesiedelt. Die erste Ausschreibung für das Museumsgebäude, das im Stadtgebiet Tašmajdan geplant war, wurde im folgenden Jahr eröffnet. Das Projekt hat der Architekt Miladin Prljević ausgearbeitet, jedoch hat man die Idee durch den Beschluss der Kominform aufgegeben und das Museum zog abermals um, diesmal in das Gebäude der Hypothekenbank auf dem Trg Republike, wo es offiziell seinen zentralen Platz eingenommen hat, während die Bank ausquartiert wurde. Die erste Erneuerung des Gebäudes nach dem Krieg führte der Architekt Dobroslav Pavlović 1950 durch. Die größte Rekonstruktion des Objekts und gleichzeitig Anpassung an die Bedürfnisse des zukünftigen Nationalmuseums wurde von 1965 bis 1966 nach den Projektplänen der Architekten Aleksandar Deroko, Petar Anagnosti und Zoran Petrović durchgeführt. Dabei wurde die zentrale Kuppel renoviert und der mittlere Trakt mit Büros und Arbeitsräumen errichtet. Im Zuge der Anpassungen wurde die ursprüngliche Schalterhalle in eine Bibliothek umgebaut, womit der Haupteingang mit monumentaler dreiläufiger Treppe, der Eingang vom Trg Republike aus, einen internen Charakter bekommen hat. Der andere aus der Straße Vasina hat hingegen die Funktion des Haupteingangs in das Museum, der direkt mit der Schalterhalle verbunden ist, bekommen. Funktionell gesehen, hat das Gebäude durch den Zubau eine Verdoppelung der Räume und der Kommunikationslinien erlebt. Im Sinne der Gestaltung hat es hingegen seine charakteristischen Elemente aus dem Jahr 1902 beibehalten, so dass man es vom bildnerischen Aspekt aus als eine integrale Einheit betrachtet. Der innere Ausbau aus den 1960er Jahren wurde so ausgeführt, dass er von außen nicht sichtbar ist und die inneren Läufe der Museumsausstellung nicht stört.

## Museum heute
Das Hauptgebäude stellt ein repräsentatives öffentliches Objekt dar, das durch seine Monumentalität, sowohl in Bezug auf Dimensionen und Volumen wie auch auf seine Gestaltungslösung, charakterisiert wird. Es heben sich besonders der Eingangsbereich mit seinen doppelten Säulen und die prunkvollen Kuppeln heraus. Alle Fassaden zeichnen sich durch Polychromie mit dekorativer Plastik aus der Neorenaissance aus. Die Repräsentativität zeigt sich in der Innengestaltung mit reicher Dekoration, die berühmte Künstler jener Zeit ausgearbeitet haben: Andrea Domenico (bekannt für dekorative Wandmalerei, der zur Innengestaltung des Gebäudes des Alten Schlosses beigetragen hat), Franja Valdman und Bora Kovačević.
Aufgrund seines architektonisch-urbanistischen und geschichtskulturellen Werts, wurde das Gebäude des Nationalmuseums zum Kulturgut von großer Bedeutung für die Republik Serbien erklärt (Amtsblatt „Službeni glasnik SRS“ Nr. 14/79).

## Sammlungen

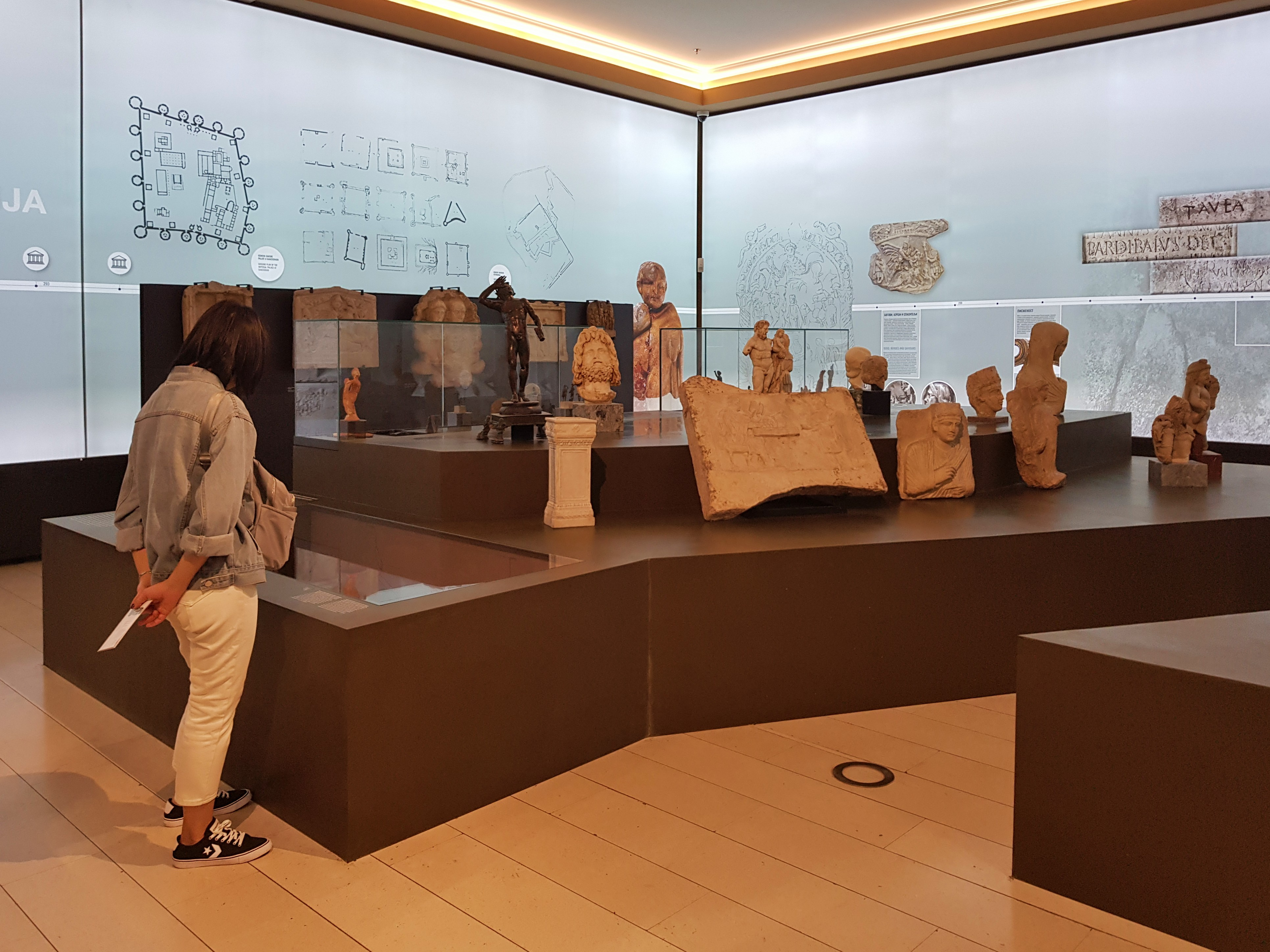

### Archäologie
Das Museum hat eine bedeutende frühgeschichtliche Sammlung der neolithischen Starčevo-, Vinča- und Lepenski-Vir-Kulturen. Bedeutend sind insbesondere die Skulpturen aus Lepenski Vir. Die archäologische Abteilung zeigt auch eine Mumie eines ägyptischen Priesters aus der ptolemäischen Epoche sowie Waffen und metallurgische Objekte der Kelten.
Unter den 1005 Objekten der griechischen Epoche finden sich Keramiken sowie Goldmasken. Die römische Sammlung zeigt insbesondere archäologische Funde aus Sirmium, Singidunum, Viminatium, Mediana und Justiniana Prima. Insbesondere sind die spätantiken Funde von Bedeutung, darunter der Belgrader Kameo und ein Bronzekopf Konstantins des Großen.